# Pont Lewis et Clark (rivière Ohio)
Le pont Lewis et Clark est un pont qui traverse la rivière Ohio au nord-est du centre-ville de Louisville, dans le Kentucky. Il fait partie d'une ceinture périphérique autour de la zone métropolitaine de Louisville, reliant deux segments auparavant disjoints de l'Interstate 265. Il était connu sous le nom d'East End Bridge pendant 30 ans, depuis sa conception et pendant sa construction. Il a été renommé par les responsables de l'Indiana le jour de son ouverture, le 18 décembre 2016. Le pont permet une traversée piétonne ainsi qu'à vélo. Pour les véhicules automobiles, le péage est en place depuis le 30 décembre 2016.

## Histoire
La conception de ce qui était alors connu sous le nom de East End Bridge est le résultat d'une étude de quatre ans sur les ponts de la rivière Ohio, d'une valeur de 22,1 millions de dollars, qui a démontré que la résolution des embouteillages de la région nécessiterait la construction de deux nouveaux ponts sur la rivière Ohio ainsi que la reconstruction de l'échangeur Kennedy dans le centre-ville de Louisville.[réf. nécessaire]
L'acquisition de terrains a commencé en 2004. Les coûts de construction s'élevaient alors à 242 millions de dollars fin janvier 2017.
Le 4 juin 2019, les deux sections disjointes de la I-265 ont finalement été reliées sous l'approbation de l'AASHTO, la dénomination Indiana State Road 265 étant remplacée par la I-265.[réf. nécessaire]

## Construction
La complexité de l’ouvrage avec ses 2 pylônes courbés construits sur la rivière, de 91 mètres de hauteur et à géométrie variable, a nécessité la mobilisation d’experts afin de définir les méthodes de construction et pour réaliser les travaux. La réalisation de ce type de pylône a représenté un vrai défi pour les équipes du projet. Des maquettes ont été préalablement réalisées sur berge afin de mieux appréhender les interfaces entre ferraillage, coffrages, boites d’ancrage haubans, etc.
La travée arrière (coté Indiana) a été réalisée par lançage. Le lancement du tablier métallique d’une largeur de 38 mètres, avec des contraintes de super élévation pour cette section du pont à haubans, était une première dans cette région des Etats-Unis. Cette technique permettait de s’affranchir des caprices du fleuve Ohio dont la montée des eaux et les courants forts pouvaient régulièrement perturber l’avancement des travaux.